# کلونیکسین
کلونیکسین (انگلیسی: Clonixin) یک داروی ضدالتهابی غیراستروئیدی (NSAID) است. همچنین دارای ویژگی‌های ضد درد، تب‌بر و مهارکننده پلاکت است. این دارو عمدتاً در درمان بیماری‌های مزمن آرتروز و برخی اختلالات بافت نرم همراه با درد و التهاب به کار می‌رود.